# Kirche Hirschfeld (Leipzig)

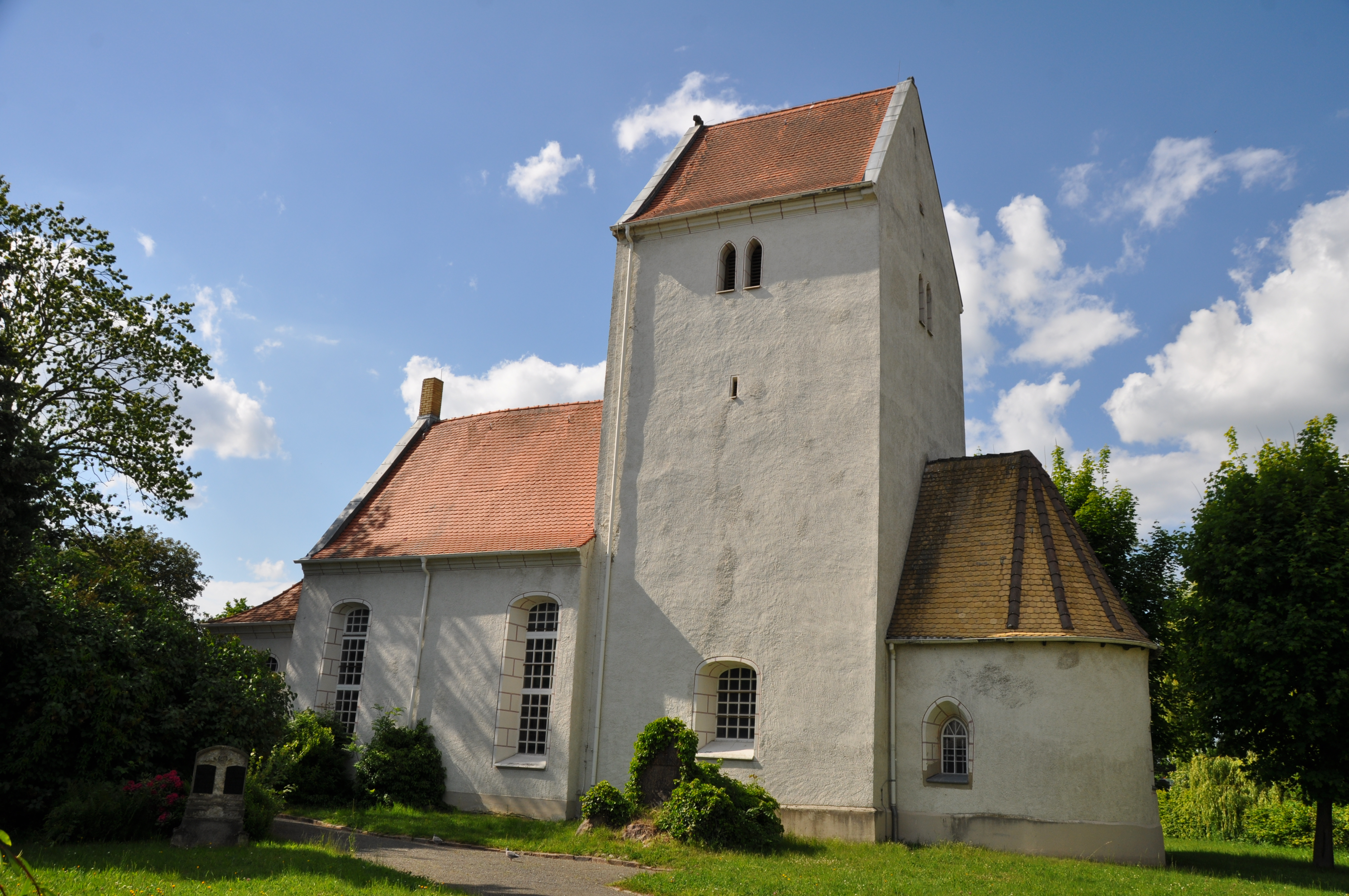
Kirche Hirschfeld (2025)

Die Kirche Hirschfeld ist ein Kirchengebäude der Evangelisch-Lutherischen Landeskirche Sachsens in Hirschfeld, einem Stadtteil von Leipzig am östlichen Stadtrand.

## Geschichte

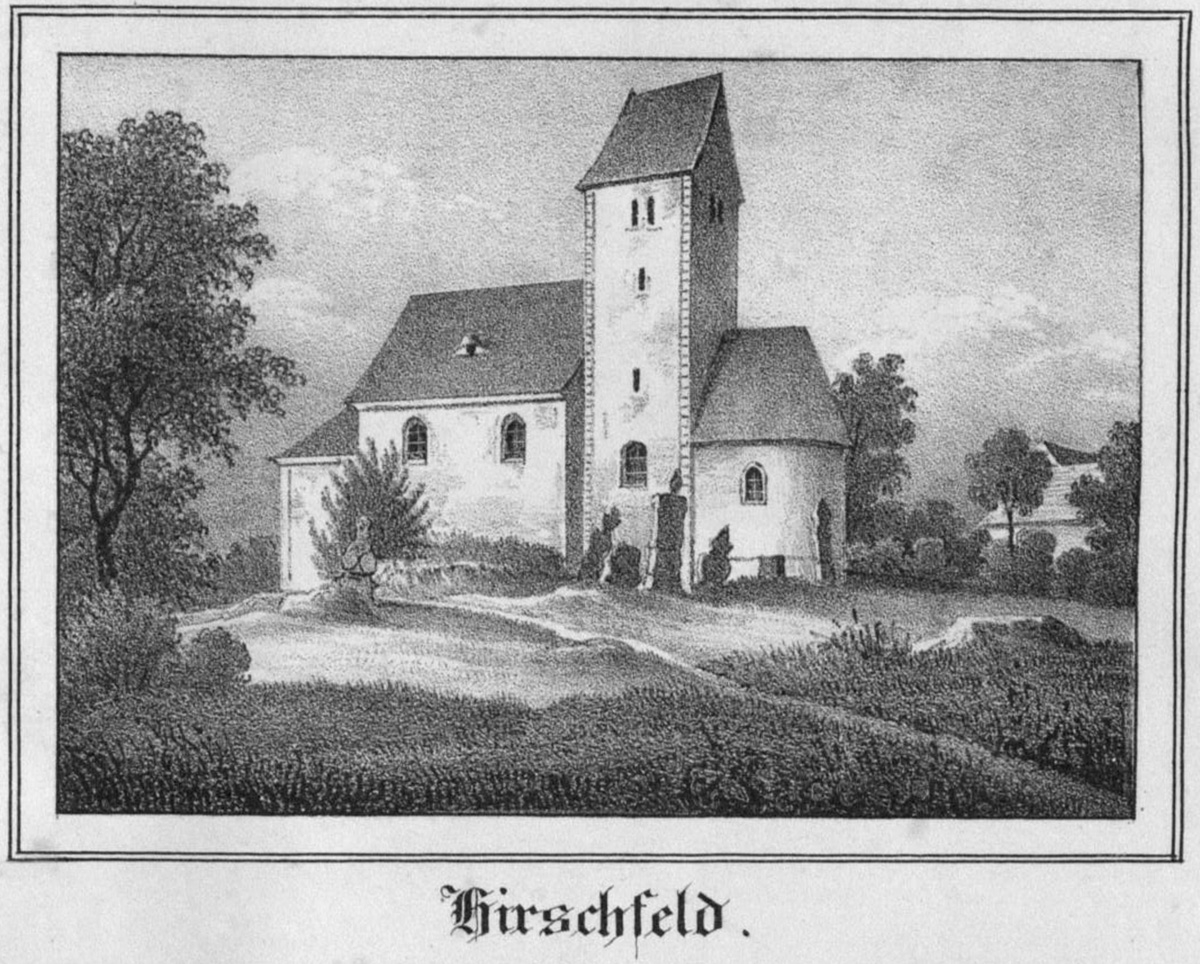
Historische Ansicht um 1840

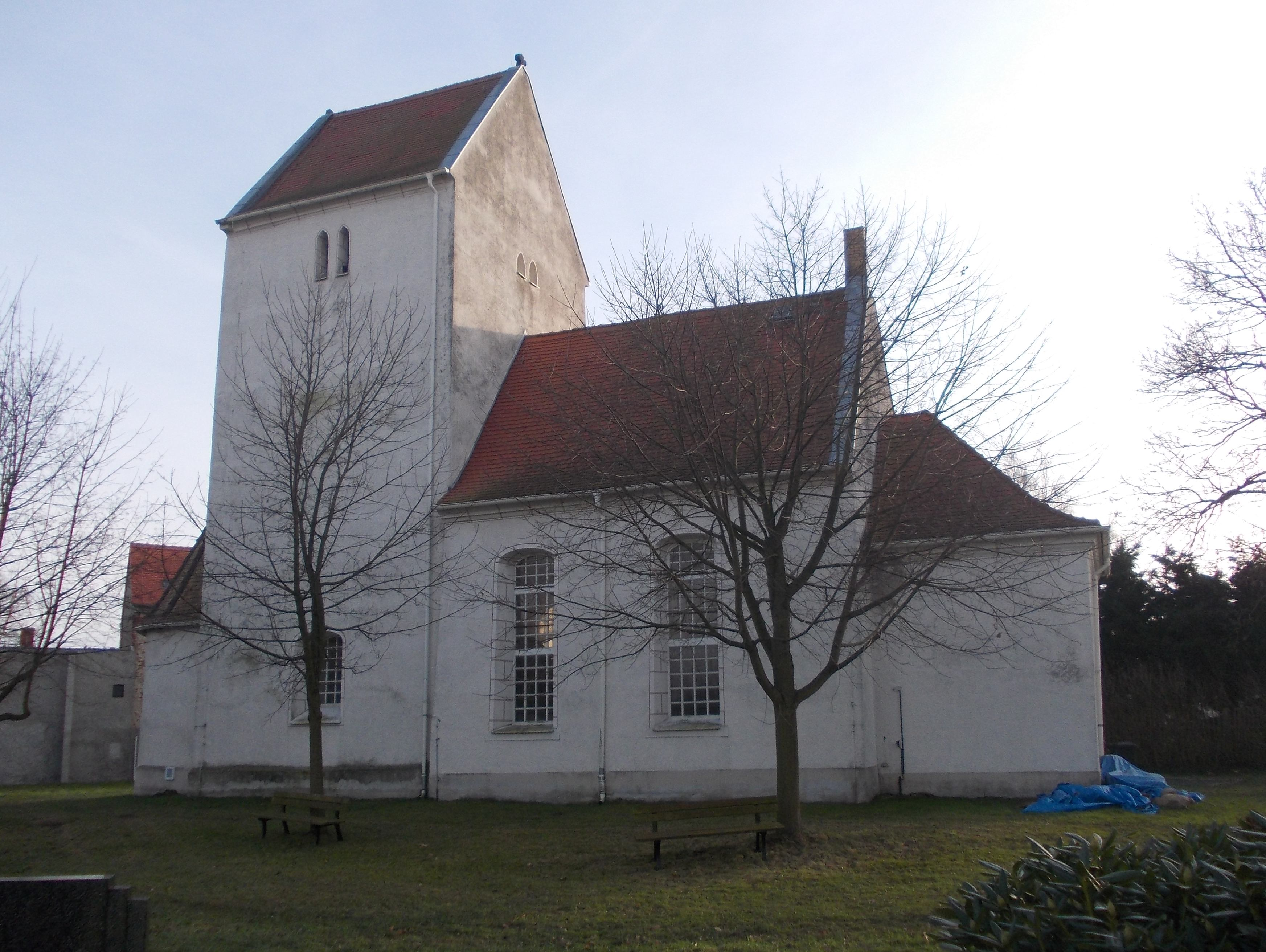
Rückansicht

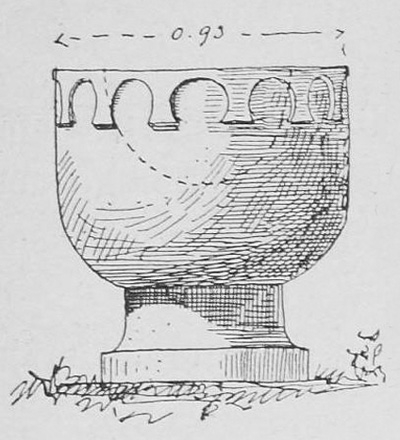
Taufbecken, Zeichnung von Cornelius Gurlitt (1894)

Die evangelische Pfarrkirche ist eine spätromanische Chorturmkirche und entstand im frühen 13. Jahrhundert. In Apsis und Kirchturm zeugen davon alte Mauernischen zur Aufbewahrung von Kerzen und Gesangbüchern sowie zwei mit Gitter versehene Kästen für die Abendmahlsgeräte und Hostien. Auch gibt es ein Sakrarium, eine Ausgussöffnung etwa für Taufwasser. Bei der jüngsten Renovierung 2002 wurden Sakrarium und Nischen freigelegt und das rechte Fenster vergrößert.
1721 gab es Umbau- und Sanierungsmaßnahmen, das Gotteshaus wurde im Sinne einer protestantischen, schlichten, barocken Kunstauffassung grundlegend umgebaut: Ein neues Portal mit Vorraum wurde an der Westseite geschaffen, die bisherige Südtür zugemauert. Auch entstand über dem Vorraum ein Treppenhaus. Emporen wurden eingebaut und die Fenster im Kirchenschiff vergrößert. Ein weiterer Umbau erfolgte laut Gurlitt 1822.
Bis 1955 diente die Apsis als Sakristei und war mit einer Mauer vom Turm getrennt. Davor gab es wohl seit 1721 einen Kanzelaltar, der 1955 samt Chorgestühl entfernt wurde. Den jetzigen Altar und das Kruzifix entstanden 1956 nach Entwürfen des Leipziger Architekten Max Alfred Brumme. Der Taufstein stammt aus dem 13. Jahrhundert, er befand sich bis 1955 außerhalb der Kirche. Im Chorraum gegenüber dem Taufstein sind Reste mittelalterlicher Ausmalung erhalten geblieben.
In früher Zeit diente der Turm als Zufluchtsstätte mit deutlich kleineren Fenstern. Auch gab es wohl eine Wand zwischen Kirchturm und Kirchenschiff. Oberhalb des Triumphbogens lässt sich eine zugemauerte Tür des Turmes erahnen. Die war absichtlich ausschließlich mit Leiter erreichbar und wurde im Notfall von innen mit einem Balken verriegelt.
Später wurde das Kirchenschiff angebaut mit einer Decke, die damals zwei Meter niedriger war. So konnte die Tür im Turm über das Dach erreicht werden.

## Orgel
Die erste Orgel wurde 1772 von Orgelbaumeister Johann Christian Friedrich Flemming aus Torgau geschaffen. 1885 baute der Orgelbaumeister Gottfried Hildebrand (1846–1922) eine neue Orgel ein, die zuvor Privatbesitz eines Herrn Wunsch aus Leipzig gewesen war und die Hildebrand um zwei Pedalregister erweiterte. Die Orgel hat – mit Ausnahme der zinnernen Viola de Gamba – Holzpfeifen. Sie wurde 2002 von Orgelbaumeister Lindner aus Radebeul generalüberholt und mit einer Pedalkoppel ausgestattet. Das Instrument hat 7 Register auf einem Manual und Pedal. Die Disposition lautet:
| Manual C–f3 |                |    |
| 1.          | Gedackt        | 8′ |
| 2.          | Viola da Gamba | 8′ |
| 3.          | Principal      | 4′ |
| 4.          | Gedackt        | 4′ |
| 5.          | Octave         | 2′ |

| Pedal C–c1 |            |     |
| 6.         | Subbas     | 16′ |
| 7.         | Violonbass | 8′  |

- Koppel: Manual/Pedal
- Nebenregister: Klingel zum Calcant

## Geläut
Das Glockengeläut aus Eisenhartgussglocken von 1925 hatte um das Jahr 2000 das Ende seiner Nutzungsdauer erreicht. 2002 wurden daher in der Kunst- und Glockengießerei Lauchhammer drei neue Bronze-Kirchenglocken mit der Tonfolge b′ +1, d″ -1 und f″ +3 gegossen und in den Kirchturm gehoben, zuvor wurde ein neuer Glockenstuhl aus Holz geschaffen.
Unklar ist, was mit den von Gurlitt im Jahr 1894 benannten drei Bronzeglocken aus der Zeit um 1500, von 1579 und von 1707 geschah. Aufgrund ihres Alters und ihres kunsthistorischen Wertes müssten sie nach den damals gültigen Richtlinien von der staatlich verordneten Ablieferung als Metallspende für Rüstungszwecke im Ersten Weltkrieg verschont geblieben sein.

## Kirchgemeinde
Die Evangelisch-Lutherische Kirchgemeinde Engelsdorf-Sommerfeld-Hirschfeld gehört zum Evangelisch-Lutherischen Alesius-Kirchspiel Leipzig.
Die Kirche Hirschfeld war ab etwa 1500 eine Filialkirche der Kirche St. Pankratius in Engelsdorf.